# David Radler
F. David Radler (* 1944 in Montreal, Kanada) ist ein kanadischer Manager und war 36 Jahre lang ein enger Mitarbeiter des Verlegers Conrad Black. Radler war ehemals Präsident der Ravelston Corporation, ein Unternehmen im Besitz von Black und Radler, um ihr ehemaliges Zeitungsimperium zu kontrollieren. Ravelston Corporation wiederum besaß das Unternehmen Argus Corporation, das seinerseits die in Chicago ansässige Verlagsunternehmen Hollinger International kontrollierte. Im Jahr 2005 gehörten Radler 14,1 % von Ravelston Corporation. Wegen Betrugs wurde Radler im Jahr 2005 unter anderem zu 29 Monaten Gefängnis, von denen er rund 10 Monate in Gefängnissen in den USA und Kanada absaß, verurteilt.

## Lebenslauf
Radler wurde 1967 von der Queen’s University mit einem Master-Titel der Betriebswirtschaftslehre graduiert. In den 1980er-Jahren war der Manager verantwortlich für den Verkauf der Supermarktkette Dominion, die zur Argus Corporation gehörte, an die The Great Atlantic and Pacific Tea Company (A&P). Auch war Radler ehemals in Chicago tätig, um Conrad Black im Mediengeschäft zu unterstützen. Er war Manager (chief operating officer) und später Präsident bei der in Chicago (USA) ansässigen Hollinger International und gab die Zeitung Chicago Sun-Times heraus.

## Kontroverse und Vorwurf des Betrugs
Nachdem der Londoner Daily Telegraph, die Chicago Sun-Times und die Jerusalem Post, die kanadische Zeitungskette Southam und hunderte von kleinen US-amerikanischen Zeitungen aufgekauft waren, begann die Hollinger International in den 1990er-Jahren unter finanziellen Belastungen zu leiden. Radler und Black verkauften daraufhin hunderte ihrer kanadischen und US-amerikanischen Zeitungen. Radler, der seit den frühen 1970er-Jahren in Vancouver, British Columbia lebte, gründete ein Unternehmen namens Horizon Publications Inc. Diese kaufte einige der US-amerikanischen Zeitungen auf, die zu Hollinger International gehörten.
Die Kontroverse entwickelte sich in den Jahren 2003 bis 2004 nach einem 32.000.000-Dollar-Transfer, der von Black and Radler beim Verkauf der Zeitungen von Hollinger International getätigt wurde und die als non-compete (also eine nicht zum Verkaufsprozess gehörende Zahlung) deklariert wurde. Die US Securities and Exchange Commission (genauso wie die kanadischen Behörden) gab daraufhin bekannt, dass die Beteiligung von Black and Radler an diesem Vorgang nun untersucht werde.
Radler wurde vorgeworfen sich des sogenannten mail and wire fraud’s (zu dt. etwa „Brief- und Telegrafiebetrug“) schuldig gemacht zu haben. (Dieses US-Bundesgesetz geht auf das Jahr 1872 zurück und bestraft Menschen, die mittels Post oder Telegrafie Betrügereien begehen wollen). Ihm wurden fünf Fälle von mail-fraud und zwei Fälle wire fraud vorgeworfen. Am 20. Oktober 2005 wurde Radler in Chicago in einen Fall des mail frauds schuldig gesprochen, der in Verbindung mit dem Geldtransfer steht.
Diese Zahlungen wurden von Radler an eine von ihm selbst und von Conrad Black kontrollierte Gesellschaft, der Horizon Publications Inc. umgeleitet. Durch die Verschleierung des Geldtransfers als „nicht konkurrierende“ Zahlung nutzte Radler ein kanadisches Finanzgesetz, um Steuerbefreiung zu erlangen. Die Staatsanwaltschaft argumentierte, dass diese Gelder jedoch der Hollinger International gehörten und gesetzeswidrig und heimlich zu Black und Radler umgeleitet worden seien. Radler wurde zu einer Geldstrafe von 250.000 $ und zu 29 Monaten Gefängnis verurteilt. Radler kooperierte jedoch mit der Staatsanwaltschaft bei ihren Ermittlungen gegen seinen früheren Geschäftspartner Black. Dieser wurde in Folge sehr oft vorgeladen und sein Prozess begann im März 2007. Der Jurist Patrick Fitzgerald war der führende Staatsanwalt im Fall Black, der Angeklagte selber wurde durch ein Team des in Toronto ansässigen Anwalts Edward Greenspan vertreten.
Im Herbst 2005, gab die Queen’s University, Radler’s alma mater, eine Spende zurück, die er der zur Universität gehörigen School of Business gegeben hatte. Im Gegensatz dazu wurde berichtet, dass ein Krankenhaus in Toronto nicht die Absicht habe, eine Spende von Conrad Black zurückzugeben. Dieser Umstand bewegte einige zum Zweifel daran, ob die Rückgabe der Spende durch die Universität klug gewesen war. Die Business School seinerseits erklärte, dass der Schuldspruch Radleys „sehr ernst“ sei und nicht mit den Werten der Schule und denen, die dort lehren, übereinstimmen würden.
Am 18. März 2007 wurde berichtet, dass Radler einen Vergleich mit der US Securities and Exchange Commission (SEC) abgeschlossen habe, wonach er eine Geldstrafe in Höhe von 29 Millionen US$ zahlen muss und in Zukunft keine Führungsposition mehr in einem US-Unternehmen übernehmen darf. Am darauf folgenden Tag wurde bekannt, dass Radler sich auch mit der Sun-Times Media Group geeinigt habe, ihnen einen Betrag von 64,1 Millionen $ zu zahlen. Die Nachricht vom SEC-Vergleich löste Protest seitens der Verteidigung Blacks bei seinem Prozess aus. Sie beklagte, dass eine solche Nachricht die Jury negativ beeinflussen würde.

## Verurteilung und Haft
Nach einem Bericht des Moshannon Valley Correctional Center in Pennsylvania trat Radler am 25. Februar 2008 seine 29-monatige Gefängnisstrafe an. Er wurde ins FCI-Ray-Brook-Gefängnis in Upstate New York überführt und am 18. September 2008 den kanadischen Behörden ausgeliefert. Am 15. Dezember 2008 wurde er vom Ferndale Institution in Mission, British Columbia auf Bewährung entlassen. Er verbüßte lediglich zehn Monate der 29-monatigen Gefängnisstrafe. Er wurde auf Bewährung freigelassen, da es laut Gericht unwahrscheinlich sei, dass er vor Ablauf der Strafe nochmals eine Gewalttat begehen würde. Das Bewährungsgericht führte in dem Zusammenhang aus, dass es darauf beschränkt sei, nur die Frage der körperlichen Gewalt zu berücksichtigen. Es könne nicht über die finanziellen Folgeschäden entscheiden, die in der Straftat ihre Ursache haben und von der die vielen Opfer betroffen sind. Radler arbeitet gegenwärtig wieder bei der Alberta Newspaper Group in Vancouver in derselben Branche.

## Weitere Quellen
- United States District Court for the Northern district of Illinois Eastern Division: Nature of the action. (PDF; 154 kB)
- A Hard One to Spin – It was Tammy Chase's job to make layoffs at Sun-Times Media sound good. But now the company can't afford that either. In: chicagoreader.com. Abgerufen am 2. November 2016.
- U.S. SEC – Breeden Report. Vollständige Kopie der 512 Seiten des Untersuchungsberichtes vom Special Committee of the board of directors of Hollinger International Inc.
- Black used Hollinger as cash cow theguardian.com 10. Mai 2004
- Jacquie McNish, Sinclair Stewart: Wrong Way. The Fall of Conrad Black. Overlook Press, Woodstock, NY 2004, ISBN 1-58567-636-5, S. 288.